# Liste d'enseignes de la grande distribution en Albanie
Pour un article plus général, voir Liste d'enseignes de la grande distribution en Europe.
Cet article présente la liste d'enseignes de la grande distribution en Albanie. Les plus grandes enseignes opérantes dans le pays sont : Euromax (Albanie), Mercator (Slovénie) et Vasilopoulos (Grèce).

## Enseignes actuelles
| Enseigne                | Magasins | Type(s) de magasins        | Société           |
| ----------------------- | -------- | -------------------------- | ----------------- |
| Euromax                 | 23       | supermarchés               | Marinopulos Group |
| Carrefour               | 17       | hypermarchés, supermarchés | Carrefour         |
| Alfa-Beta Vassilopoulos |          | supermarchés               | Delhaize Group    |
| Conad                   |          | supermarchés               | Conad             |